# Merete Nørgaard
Merete Nørgaard (født 29. maj 1964) er en dansk skuespiller.
Nørgaard er uddannet fra D'Arte Drammatica di Paolo Grassi i 1993.

## Filmografi
- Voodoo Europa (1994)
- Rembrandt (2003)
- Lad de små børn... (2004)
- Det som ingen ved (2008)

### Tv-serier
- Krøniken (2003-2006)
- Livvagterne (2009)
- Forbrydelsen II (2009)